# Macaranga tentaculata
Macaranga tentaculata är en törelväxtart som beskrevs av Airy Shaw. Macaranga tentaculata ingår i släktet Macaranga och familjen törelväxter. Inga underarter finns listade i Catalogue of Life.